# Piedra de Mora

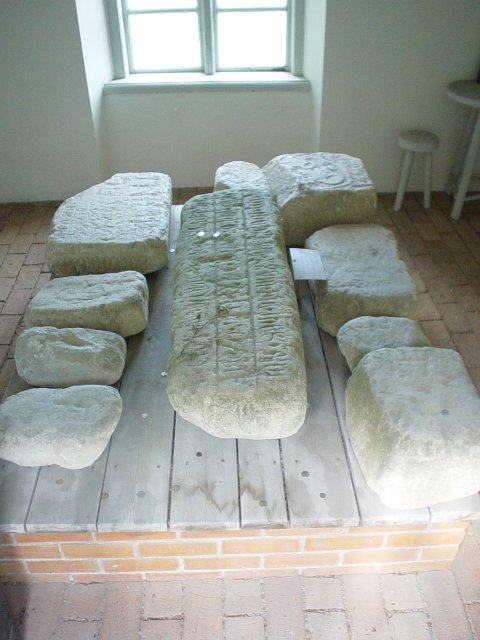
Fragmentos conmemorativos del monumento.

La Piedra de Mora (en sueco: Mora Stenar) era el monumento donde los reyes suecos eran elegidos. El principio de la tradición está perdido en las arenas del tiempo. 

## Prado de Mora
Se encuentra en el llamado prado de Mora, en la comuna de Knivsta, a 10 km al sudeste de Upsala,

## La Audiencia de Mora
En este lugar se realizaba la Audiencia de Mora (llamado Múlating por Snorri Sturluson), en la cual los reyes suecos eran electos. Luego de que su elección estaba decidida, el rey era elevado arriba de una piedra plana y sus súbditos lo aclamaban. 
La ley de los estados de Uppland y Södermanland: Los tres folkland: Tiundaland, Attundaland y Fjärdhundraland, elegirán primero rey. Luego la elección será sancionada por el lagman de Uppland y después por todos sus lagman subordinados en el resto del reino, uno por uno. Este proceso era hecho durante la llamada Eriksgata.
En la Västgötalagen, el obispo Brynolf Algotsson (1279-1290) de Skara recordó a los gautas que debían aceptar esta elección añadiendo la siguiente línea al principio de la primera página: Sveær egho konung at taka ok sva vrækæ significando Son los suecos quienes tienen derecho a elegir y disponer del rey. 
El detalle de que los suecos no solo estaban autorizados a elegir al rey, pero que también tenían el derecho de disponer de él, fue institucionalizado mucho antes, lo que testifican los relatos de Snorri Sturluson (m. 1241) de la historia sueca (el discurso de Þorgnýr el lagman, y las muertes de Domalde y Olof Trätälja en la Heimskringla). El lugar estaba en la frontera de un pantano, y de acuerdo a Snorri, cinco reyes fueron ahogados allí cuando la gente había estado descontenta.

## Piedra de Mora

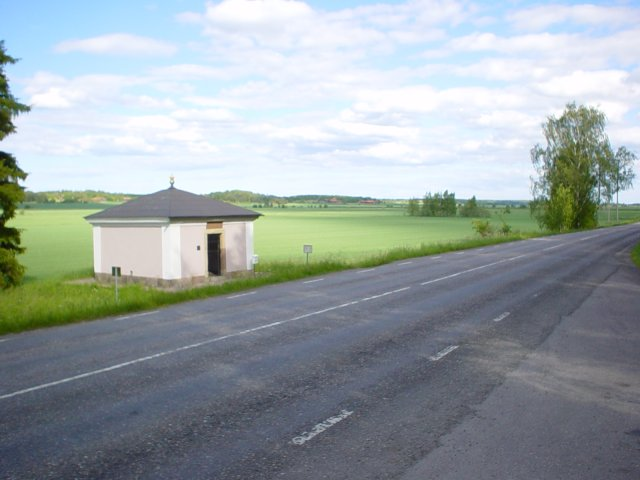
El edificio que contiene los fragmentos restantes.

La piedra estaba flanqueado por muchas otras piedras con inscripciones conmemorando elecciones de reyes anteriores. Sin embargo, las piedras fueron destruidas 1515 durante la guerra civil contra los daneses. Se dice que Gustavo Vasa y Juan III trataron de reconstruir las Piedras de Mora sin éxito.[cita requerida] Uno de los fragmentos es conocido como la piedra de las Tres Coronas ya que es el ejemplo más temprano del uso del símbolo nacional sueco.

## Elecciones cuyos documentos hayan sobrevivido
1. Magnus Ladulás; elegido en 1275.
2. Magnus Eriksson; elegido el 8 de julio de 1319.
3. Cristián I; elegido en 1457.